# Miramont-d'Astarac
 Miramont-d'Astarac  là một xã thuộc tỉnh Gers trong vùng Occitanie miền nam nước Pháp.